# Oostburg (Wisconsin)
Oostburg es una villa ubicada en el condado de Sheboygan en el estado estadounidense de Wisconsin. En el Censo de 2010 tenía una población de 2.887 habitantes y una densidad poblacional de 572,8 personas por km².

## Geografía
Oostburg se encuentra ubicada en las coordenadas 43°37′25″N 87°47′19″O / 43.62361, -87.78861. Según la Oficina del Censo de los Estados Unidos, Oostburg tiene una superficie total de 5.04 km², de la cual 5.04 km² corresponden a tierra firme y (0%) 0 km² es agua.

## Demografía
Según el censo de 2010, había 2.887 personas residiendo en Oostburg. La densidad de población era de 572,8 hab./km². De los 2.887 habitantes, Oostburg estaba compuesto por el 95.67% blancos, el 0.69% eran afroamericanos, el 0.31% eran amerindios, el 0.73% eran asiáticos, el 0% eran isleños del Pacífico, el 1.84% eran de otras razas y el 0.76% pertenecían a dos o más razas. Del total de la población el 3.26% eran hispanos o latinos de cualquier raza.